# Coccoloba oligantha
Coccoloba oligantha är en slideväxtart som beskrevs av Brother Alain. Coccoloba oligantha ingår i släktet Coccoloba och familjen slideväxter. Utöver nominatformen finns också underarten C. o. elliptica.